# مجتمع فرهنگی هنری دیدی
مجتمع فرهنگی هنری دیدی یا موزه گالری دیدی، که با نام دیدی سنتر نیز شناخته می‌شود، یک موزه هنری واقع در ایزدشهر، استان مازندران ایران است. این موزه در اردیبهشت سال ۱۳۹۵ افتتاح شده و تا بهار ۱۳۹۷ تعداد بازدیدکنندگان آن به بیش از ۲۰۰۰ نفر در روز می‌رسد.

## امکانات و مشخصات
موزهٔ دیدی در شهر ایزدشهر استان مازندران و در کیلومتر ۹ جادهٔ محمودآباد-نور واقع شده‌ است و به مساحت زيربناي بيش از ٣٠٠٠ مترمربع دارای امکاناتی همچون پارکینگ اختصاصی، رستوران، کافی‌شاپ، فروشگاه صنایع دستی، خانهٔ کتاب و موزه گالری می‌باشد. معمار و رئیس گروه مشاوران طراحی مجموعه (شامل موزه گالری و محوطه و بخش اقامتی)، محمدرضا حافظی و مهندسین مشاور طرح و تکوین میباشد . 

## مجموعه‌ها
تاکنون چندین نمایشگاه از آثار هنرمندان مختلف از جمله رضا یحیایی، جعفر نجیبی، شجاع‌الدین شهابی، آیدین آغداشلو، ارسیا مقدم و شهاب‌الدین عادل در این موزه برگزار شده‌است.
| عنوان                            | هنرمند(ها)                                | تاریخ شروع     | تاریخ پایان     | توضیحات                                                       |
| -------------------------------- | ----------------------------------------- | -------------- | --------------- | ------------------------------------------------------------- |
| نمایشگاه گروهی مجسمه، نقاشی، عکس | شجاع‌الدین شهابی، جلال موسوی و…            | ۱۰ خرداد ۱۳۹۶  | ۱۶ تیر ۱۳۹۶     | رونمایی از ۱۲۰ اثر از ۵۰ هنرمند نقاط مختلف کشور               |
| ورکشاپ طراحی محض                 | فرهاد گاوزن                               | ۲۳ شهریور ۱۳۹۶ | ۲۴ شهریور ۱۳۹۶  | ورکشاپ طراحی فرهاد گاوزن با موضوع ساخت طراحی                  |
| فلز آوا                          | جعفر نجیبی، احمد آقازاده، سیامک نصر و…    | ۲ آذر ۱۳۹۶     | ۲ دی ۱۳۹۶       | نمایشگاه مجسمه‌ّای فلزی و فلزهای بازیافتی                       |
| درخت… خاطره                      | شهاب‌الدین عادل                            | ۱۶ آذر ۱۳۹۶    | ۲۶ آذر ۱۳۹۶     | نمایشگاه جدیدترین عکس‌های شهاب‌الدین عادل                       |
| نمایشگاه نقاشی‌ها وجامه‌های طلسمی  | محمود زنده‌رودی                            | ۲۰ اسفند ۱۳۹۶  | ۱ اردیبهشت ۱۳۹۷ | نمایش مجموعهٔ لباس طلسم‌شکن                                     |
| زن (Femme)                       | رضا یحیایی                                | ۴ مرداد ۱۳۹۷   | ۴ آبان ۱۳۹۷     | نمایشگاه پرتره‌های عظیم و حجم‌های رضا یحیایی                    |
| من سهراب سپهری                   | محمد احصایی، آیدین آغداشلو، کریم امامی و… | ۱۵ مهر ۱۳۹۷    | ۱۵ بهمن ۱۳۹۷    | ۹۰ اثر از هنرمندان تجسمی به مناسبت ۹۰ سالگی سهراب سپهری       |
| خاطرات معلق                      | گروه نقاشان سپند                          | ۲۵ بهمن ۱۳۹۷   | ۳۰ فروردین ۱۳۹۸ | نمایشگاه آثار محمد اعظم‌زاده، خلیل سمائی جابلو و احمد نصراللهی |
| دو نسل هنرمندان نوگرا            | محمدعلی بنی‌اسدی، آنه محمد تاتاری و…       | ۱۷ اسفند ۱۳۹۷  | ۱۷ فروردین ۱۳۹۸ | دو نسل از هنرمندان نوگرای ایران در یک قاب                     |